# Krzyżanowo (gromada)
Krzyżanowo – dawna gromada, czyli najmniejsza jednostka podziału terytorialnego Polskiej Rzeczypospolitej Ludowej w latach 1954–1972.
Gromady, z gromadzkimi radami narodowymi (GRN) jako organami władzy najniższego stopnia na wsi, funkcjonowały od reformy reorganizującej administrację wiejską przeprowadzonej jesienią 1954 do momentu ich zniesienia z dniem 1 stycznia 1973, tym samym wypierając organizację gminną w latach 1954–1972.
Gromadę Krzyżanowo z siedzibą GRN w Krzyżanowie utworzono – jako jedną z 8759 gromad na obszarze Polski – w powiecie śremskim w woj. poznańskim, na mocy uchwały nr 36/54 WRN w Poznaniu z dnia 5 października 1954. W skład jednostki weszły obszary dotychczasowych gromad Błociszewo, Gaj pod Błociszewem i Krzyżanowo, ponadto miejscowość Grabianowo z dotychczasowej gromady Grabianowo oraz miejscowość Manieczki z dotychczasowej gromady Manieczki ze zniesionej gminy Śrem w powiecie śremskim, a także miejscowość Marianowo z dotychczasowej gromady Donatowo ze zniesionej gminy Czempiń w powiecie kościańskim w tymże województwie. Dla gromady ustalono 16 członków gromadzkiej rady narodowej.
31 grudnia 1971 gromadę zniesiono, a jej obszar włączono do gromad: Śrem (miejscowości Błocieszewo, Barbarki, Gaj, Krzyżanowo, Pucołowo i Marianowo) i Brodnica (miejscowości Grabianowo i Manieczki) w tymże powiecie.